# Junagarh
Junagarh è una città dell'India di 15.759 abitanti, situata nel distretto di Kalahandi, nello stato federato dell'Orissa. In base al numero di abitanti la città rientra nella classe IV (da 10.000 a 19.999 persone).

## Geografia fisica
La città è situata a 19° 52' 37 N e 82° 56' 32 E.

## Società

### Evoluzione demografica
Al censimento del 2001 la popolazione di Junagarh assommava a 15.759 persone, delle quali 8.037 maschi e 7.722 femmine. I bambini di età inferiore o uguale ai sei anni assommavano a 2.243, dei quali 1.103 maschi e 1.140 femmine. Infine, coloro che erano in grado di saper almeno leggere e scrivere erano 8.720, dei quali 5.300 maschi e 3.420 femmine.